# Josh Flitter
Joshua Alexander "Josh" Flitter, född 25 augusti 1994 i Ridgewood i New Jersey, är en amerikansk skådespelare. Han är känd för att spela rollen som Corky Veinshtein i filmen Kitty och Hollywoodmysteriet, Eddie Lowery i filmen The Greatest Game Ever Played och Rudy i den animerade filmen Horton (röstroll).

## Filmografi (i urval)

### Filmer
- 2004 – Eternal Sunshine of the Spotless Mind
- 2005 – Hide and Seek
- 2005 – The Greatest Game Ever Played
- 2006 – Big Mommas hus 2
- 2006 – Air Buddies – Valpgänget på äventyr (röstroll)
- 2007 – Kitty och Hollywoodmysteriet
- 2007 – Bröllopsprovet
- 2008 – Snow Buddies – Valpgänget i Alaska (röstroll)
- 2008 – Horton (röstroll)
- 2009 – Space Buddies – Valpgänget på rymdäventyr (röstroll)
- 2009 – Ace Ventura: Detektiven Junior
- 2009 – Santa Buddies – Julkul med Valpgänget (röstroll)
- 2010 – Tomtetass och jakten på julen (röstroll)
- 2012 – Tomtetass 2: Julens hjältar (röstroll)

### TV-serier
- 2004 – Ed (TV-serie)
- 2005 – Phil från framtiden (TV-serie)
- 2008 – Cityakuten (TV-serie)
- 2013 – 30 Rock (TV-serie)
- 2015 – Regular Show (TV-serie) (röstroll)